# مونيكا نارانخو
مونيكا نارانخو (مواليد 23 مايو 1974) هي مغنية إسبانية بدأت مشوارها الفني عام 1994، وتحظى بشعبية كبيرة في إسبانيا وأمريكا اللاتينية.

## روابط خارجية
مونيكا نارانخو على موقع IMDb (الإنجليزية)
- مونيكا نارانخو على موقع ميوزك برينز (الإنجليزية)
- مونيكا نارانخو على موقع أول ميوزيك (الإنجليزية)
- مونيكا نارانخو على موقع ديسكوغز (الإنجليزية)
- مونيكا نارانخو على موقع قاعدة بيانات الفيلم (الإنجليزية)